# Malden (Massachusetts)
Malden je město v okrese Middlesex ve státě Massachusetts ve Spojených státech amerických. Při sčítání lidu v roce 2010 zde žilo bezmála šedesát tisíc obyvatel.

## Poloha a doprava
Malden leží několik kilometrů severně od centra Bostonu, hlavního města státu Massachusetts, a je součástí jeho aglomerace. Ze správního hlediska hraničí na severu s Melrose, se Stohenhamem na severozápadě, s Medfordem na západě, s Everettem na jihu, s Revere na východě a se Saugusem na severovýchodě.
Přes Malden prochází dálnice U.S. Route 1 vedoucí podél východního pobřeží Spojených států amerických.

## Dějiny
Malden založili v roce 1640 puritáni na půdě zakoupené v roce 1629 od Indiánů kmene Pennacook. Původně byl součástí Charlestownu, osamostatnil se v roce 1882. Do roku 1850 bylo naopak součástí Maldenu pozdější samostatné město Melrose a do roku 1870 pozdější samostatné město Everett.

### Rodáci
- Adoniram Judson (1788–1850), misionář, překladatel bible do barmštiny
- Chester Barnard (1886–1961), teoretik managementu
- Erle Stanley Gardner (1889–1970), právník a spisovatel detektivek
- Frank Stella (* 1936), malíř a sochař
- Norman Greenbaum (* 1942), písničkář
- David Robinson (* 1949), rockový bubeník